# Lasiothyris
Lasiothyris es un género de polillas tortrícidas categorizado en la tribu Cochylini, de la subfamilia Tortricinae. Fue descrito por Edward Meyrick en 1917.

## Especies
- Lasiothyris astricta (Razowski y Becker, 1983)
- Lasiothyris cerastes Razowski y Becker, 1986
- Lasiothyris cnestovalva Razowski y Becker, 1986
- Lasiothyris competitrix (Razowski y Becker, 1983)
- Lasiothyris diclada Razowski y Becker, 1986
- Lasiothyris exocha Razowski y Becker, 2007
- Lasiothyris ficta (Razowski y Becker, 1983)
- Lasiothyris gravida Razowski, 1986
- Lasiothyris guanana Razowski y Becker, 2007
- Lasiothyris heterophaea (Clarke, 1968)
- Lasiothyris ichthyochroa (Walsingham, 1897)
- Lasiothyris ilingocornuta Razowski y Becker, 1993
- Lasiothyris limatula Meyrick, 1917
- Lasiothyris luminosa (Razowski y Becker, 1983)
- Lasiothyris megapenis Razowski y Becker, 1993
- Lasiothyris micida Razowski y Becker, 1986
- Lasiothyris omissa Razowski y Becker, 1993
- Lasiothyris perlochra Razowski y Becker, 2002
- Lasiothyris pervicax Razowski y Becker, 1993
- Lasiothyris puertoricana Razowski y Becker, 2007
- Lasiothyris revulsa Razowski y Becker, 1993
- Lasiothyris sorbia Razowski y Becker, 1993
- Lasiothyris subdiclada Razowski y Becker, 2002
- Lasiothyris subsorbia Razowski y Becker, 2007
- Lasiothyris taima Razowski y Becker, 2002
- Lasiothyris tardans Razowski y Becker, 1993